# Bahnhof Teesside Airport

Der Bahnhof Teesside Airport bedient den Teesside Airport im Borough von Darlington bzw. in der zeremoniellen Grafschaft Durham, England. Mit acht ein- und aussteigenden Fahrgästen war sie zwischen April 2013 und März 2014 die am wenigsten benutzte Station in Großbritannien.

## Geschichte
Die Station liegt auf der Originalstrecke der Stockton and Darlington Railway, der ältesten Eisenbahnstrecke mit Personenverkehr der Welt, 8,9 Kilometer von Darlington South Junction entfernt. Sie wurde von British Rail am 3. Oktober 1971 eröffnet, und besitzt zwei Bahnsteige, die für einen Vier-Wagen-Zug reichen. Der Flughafen wurde 2004 in Durham Tees Valley Airport umbenannt, der Bahnhof trägt jedoch weiterhin den alten Namen. 2007 stellte Northern Rail neue Schilder mit dem Namen Teesside Airport auf, bei National Rail heißt der Bahnhof jedoch unverändert Tees-side Airport, so wie auf den alten Schildern. Im Juli 2019 wurde der Flughafen in Teesside Airport zurück umbenannt.

## Verbindungen
Die Station liegt an der Tees Valley Line und wird von Northern Rail betrieben und nur sonntags von einem Zug je Richtung angefahren. Die Strecke wird von weit mehr Zügen bedient, diese halten jedoch nicht in Teesside Airport. Der Flughafen selbst ist zu Fuß 15 Minuten entfernt und außerdem herrscht mangelnde Behindertengerechtigkeit, beides Gründe, wieso der Bahnhof nicht oft benutzt wird. In der Vergangenheit hatte die Station eine bessere Anbindung (das British Rail-Kursbuch von 1986 zeigt einen stündlich verkehrenden Zug an allen Tagen der Woche), aber seit den frühen 1990er Jahren wurde das Angebot zu einem minimalen Parlamentsangebot zurückgefahren, um den formalen Kosten einer Stilllegung zu entgehen.

### Fahrplan
- ein Zug sonntags um 11:14 Uhr nach Hartlepool
- ein Zug sonntags um 12:35 Uhr nach Dinsdale und Darlington

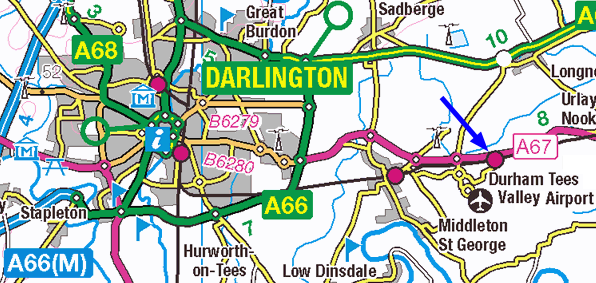
Karte mit Standort der Station

Am Samstag, den 24. Oktober 2009 fuhr eine Gruppe von 26 Personen mit den einzigen fahrplanmäßigen Zügen zur Station, um auf die Existenz der Station und ihrer schlechten Anbindung hinzuweisen. Sie forderten die Zuständigen auf, den Bahnhof 500 Meter näher zum Flughafen-Terminal zu verlegen.
Am 27. Oktober 2010 wurde über die Station in der Reportage The Ghost Trains of Old England im BBC Radio 4 berichtet, hierbei wurde die Kampagne und der Fakt, dass es ein funktionierendes Telefon gibt, erwähnt. Außerdem wurde die These erhoben, dass viele der Tickets, die für Fahrten zu oder ab dieser Station verkauft würden, von Eisenbahnenthusiasten als Souvenir gekauft und nicht für tatsächliche Fahrten genutzt werden.

### Andere Verkehrsmittel
Früher gab es mit dem Sky Express-Bus nach Middlesbrough und Darlington eine gut frequentierte Anbindung an den Flughafen. 2011 wurde die Linie nach Middlesbrough eingestellt, nach dem der Borough Stockton weitere finanzielle Unterstützung abgelehnt hatte, die Linie nach Darlington und Hurworth wurde in die Arriva-Buslinie 12 integriert. Nachdem 2012 noch weniger Fahrgäste diese Linie benutzten, wurden auch die letzten Fahrten zum Flughafen aufgegeben.

## Zukunft
Die Bahnstrecke der Station, die Tees Valley Line, ist eine der Strecken, die im Rahmen der Projektes Tees Valley Metro modernisiert werden soll. Geplant ist, die Station näher zum Flughafen zu verlegen. Dann soll ein Betrieb mit vier Zügen pro Stunde nach Darlington und Saltburn angeboten werden.